# NGC 3573
NGC 3573 este o hi (21cm) source⁠(d) situată în constelația Centaurul. A fost descoperită în 20 aprilie 1835 de către John Herschel. Se află la o distanță de 32,53 de megaparseci de Pământ.